# Albert F. Mummery

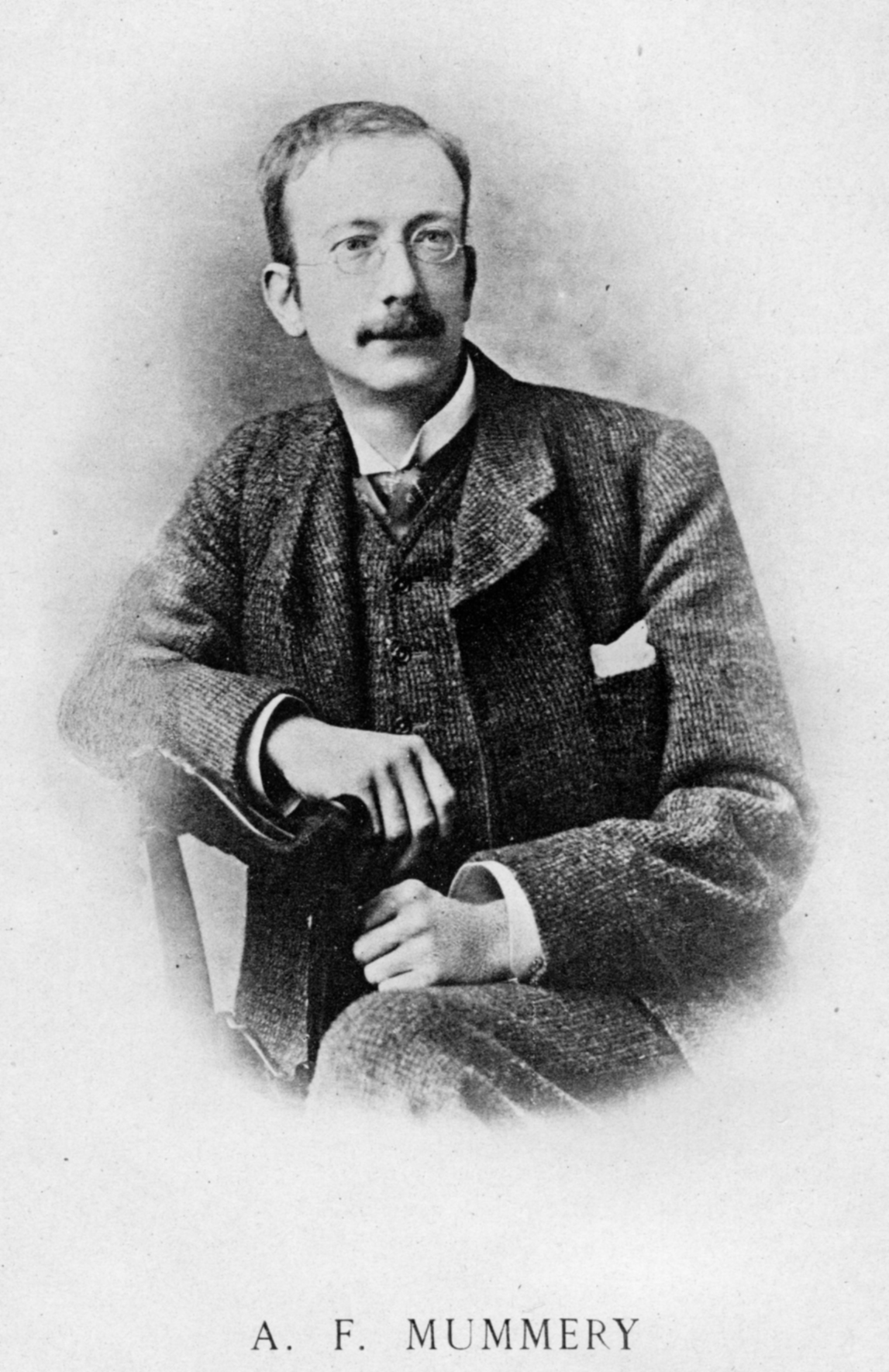
Albert F. Mummery (przed 1895)

Albert Frederick Mummery (ur. 10 września 1855 w Dover w hrabstwie Kent, zm. 24 sierpnia 1895 w masywie Nanga Parbat) – brytyjski alpinista i pisarz. Autor wielu pierwszych przejść w Alpach, głównie w masywach Mont Blanc i Matterhornu. Początkowo wspinał się w towarzystwie przewodników górskich, zwłaszcza pochodzącego z Saas-Fee Alexandra Burgenera. Później był jednym z pierwszych alpinistów, podejmujących trudne alpejskie wspinaczki, również nowymi drogami, bez pomocy lokalnych przewodników, dzięki czemu uznawany jest za prekursora alpinizmu sportowego. W niektórych wspinaczkach towarzyszyła mu jego żona Mary. Był pierwszym człowiekiem, który podjął zaawansowaną próbę zdobycia szczytu ośmiotysięcznego – Nanga Parbat w Himalajach (osiągnął wysokość 6100 m n.p.m.).
Był autorem klasycznej dziś książki pt. My Climbs in the Alps and Caucasus (London 1895).